# Cappuccio

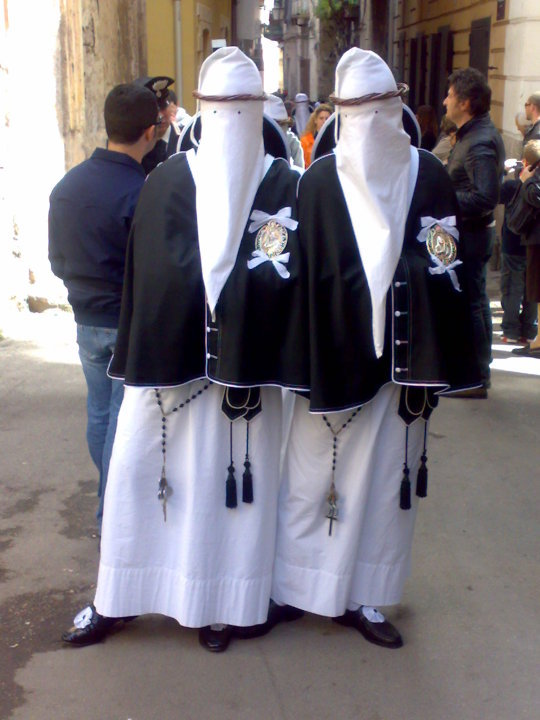
Seguaci della confraternita dell'Addolorata di Taranto con in testa un cappuccio

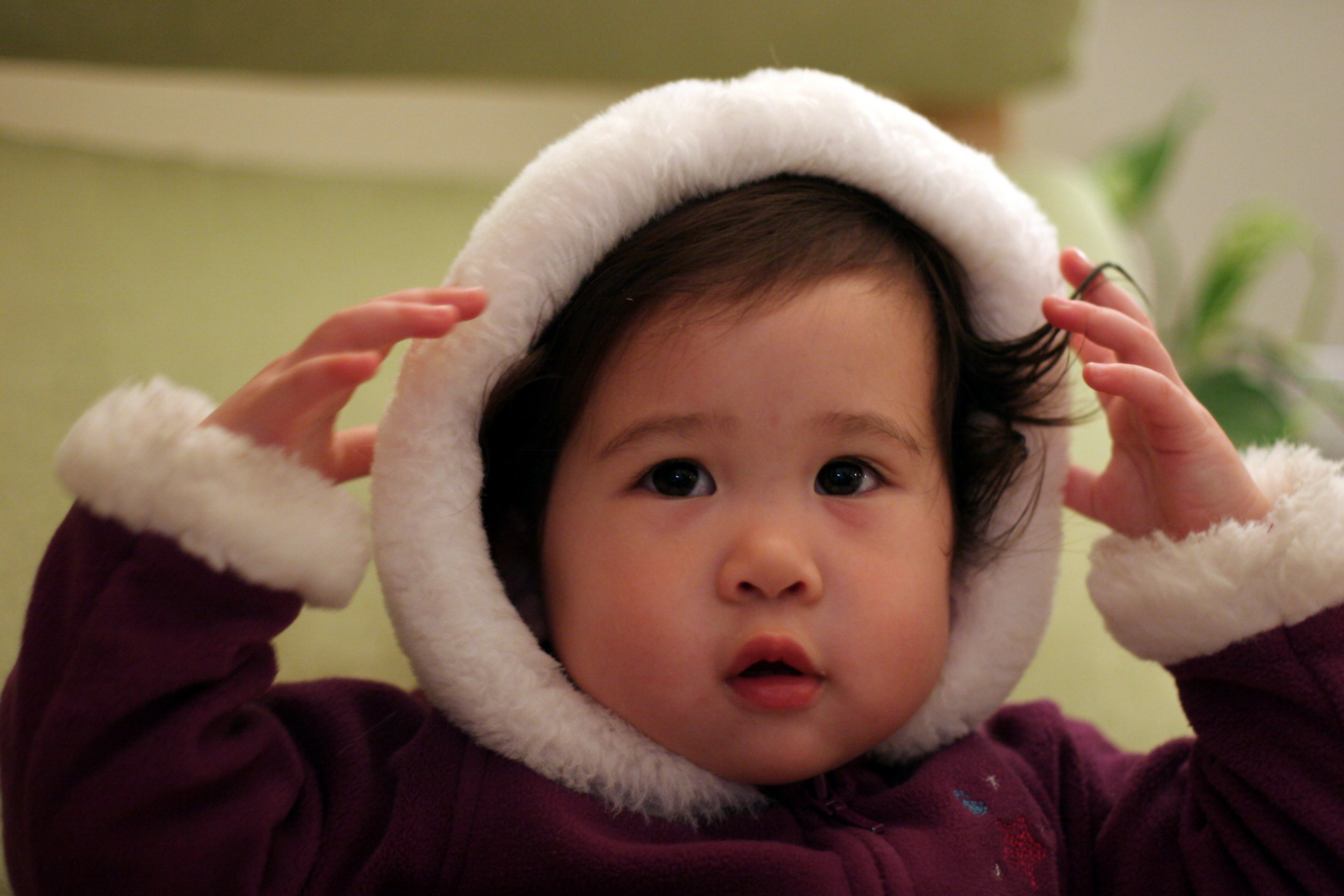
Un bambino indossa un cappuccio.

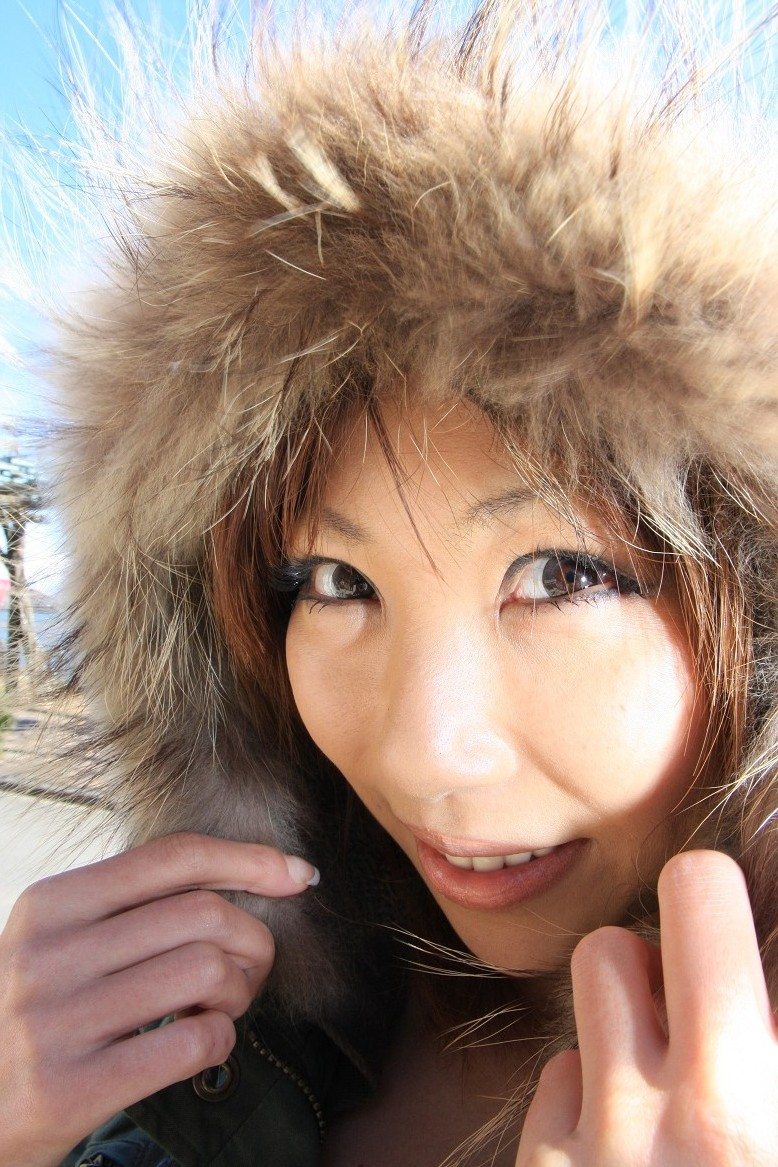

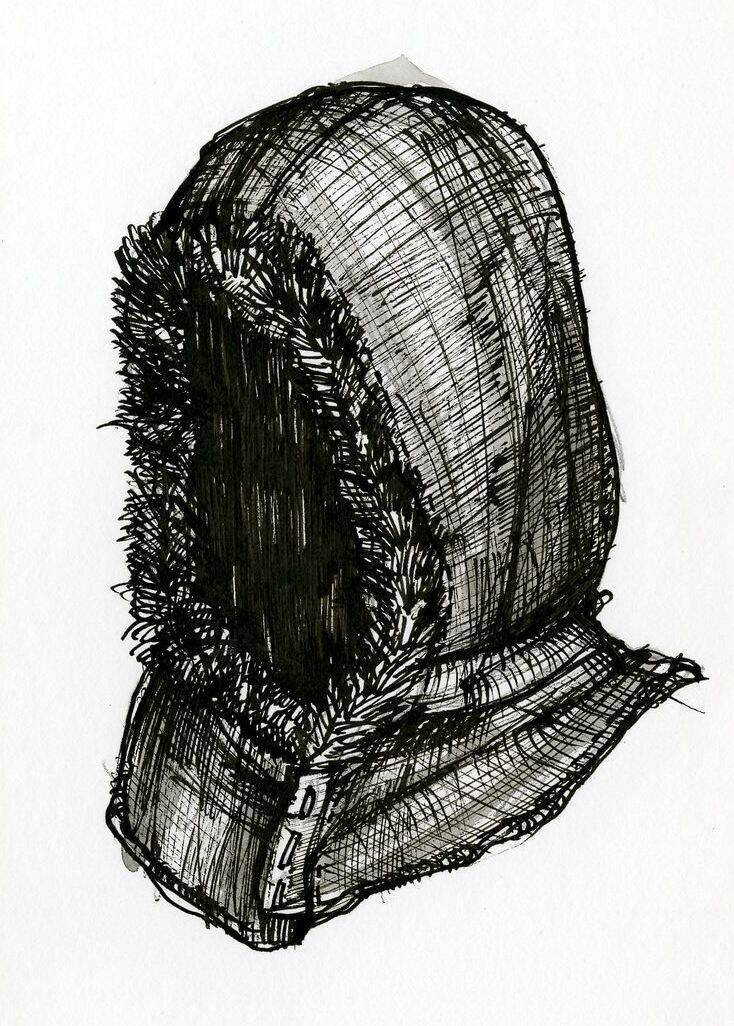
Disegno di cappuccio.

Il cappuccio è una sorta di copricapo che copre buona parte della testa, della nuca ed a volte del viso. Il suo utilizzo può essere suggerito dalla moda, dalle condizioni climatiche (per esempio può essere un riparo per la pioggia), come forma di tradizione o divisa, o per evitare di essere riconosciuti.

## Descrizione
Nella moda attuale i cappucci generalmente fanno parte di un indumento più grande (un cappotto, una felpa, un mantello). Possono essere tenuti sulla testa quando necessario e lasciati appesi sulla schiena quando non lo sono. In alcuni capi i cappucci sono anche staccabili, o occultabili in una piccola tasca ricavata sul collo dell'indumento principale.
Nel corso della storia il design del cappuccio è rimasto sostanzialmente invariato. Nell'Europa medievale, il capperone era un particolare tipo di cappuccio, ricavato da un mantello corto. Storicamente i cappucci hanno fatto parte anche della divisa di alcuni ordini religiosi, principalmente in monachesimo, e di alcune organizzazioni, come il Ku Klux Klan, che ricorreva all'uso del cappuccio per occultare l'identità dei propri appartenenti.
Le donne dei popoli inuit utilizzano un particolare tipo di anorak (chiamato amauti), dotato di un cappuccio talmente capiente, da permettergli di portare al loro interno un neonato.